# Dombeya cannabina
Dombeya cannabina là một loài thực vật có hoa trong họ Cẩm quỳ. Loài này được Hils. & Bojer ex Hook. mô tả khoa học đầu tiên năm 1837.